# Stefan Bryła
Stefan Władysław Bryła (Cracovia, 17 agosto 1886 – Varsavia, 3 dicembre 1943) è stato un ingegnere polacco considerato uno dei pionieri della saldatura.
Progettò e costruì il primo ponte stradale saldato al mondo, il ponte Maurzyce sul fiume Słudwia.

## Biografia
Bryla è stato professore all'Università di Tecnologia di Lwów dal 1927 e all'Università di Tecnologia di Varsavia dal 1934. Ideò vari metodi di base per la saldatura di strutture in acciaio.
Nel 1927 progettò il ponte di Maurzyce, il primo ponte stradale saldato al mondo. Il ponte fu eretto sul fiume Słudwia a Maurzyce vicino a Łowicz, in Polonia, nel 1929. Era ancora in uso nel 1977, quando fu sostituito con una struttura più ampia. Di conseguenza, il ponte è stato reinstallato come monumento storico in un sito leggermente a monte. Nel 1995, l'American Welding Society gli ha assegnato a latere un premio per la prima struttura saldata alla base di un ponte.  Progettò anche grattacieli: il Drapacz Chmur a Katowice e il Prudential a Varsavia nel 1932.
Durante la seconda guerra mondiale insegnò nelle università clandestine. questo fu la causa del suo arresto avvenuto il 16 novembre 1943 insieme alla sua famiglia. Fu ucciso durante l'AB-Aktion dai tedeschi a Varsavia il 3 dicembre 1943.